# 葶茎天名精
葶茎天名精（学名：Carpesium scapiforme）为菊科天名精属的植物，是中国的特有植物。分布在中国大陆的云南、四川等地，生长于海拔3,000米至3,500米的地区，常生长在高山草地以及林缘，目前尚未由人工引种栽培。